# Mélanie Croubalian
Mélanie Croubalian, née le 31 octobre 1972 à Montréal, est une journaliste suisse de la RTS. Elle anime et produit entre autres l'émission Le grand soir. Son premier roman Azad remporte en 2023 le prix littéraire SPG du premier roman romand. 

## Biographie

### Origines et famille
Mélanie Croubalian naît le 31 octobre 1972 à Montréal. Son père, né au Caire, est un banquier arménien ; sa mère est une infirmière suisse alémanique. 
Elle a deux frères aînés, dont le journaliste et musicien Alain Croubalian, chanteur des Maniacs puis des Dead Brothers (de), mort en 2021,, et une sœur cadette, la chanteuse Esmé Tiaré (nom de scène),. 
Elle est  mère d'un enfant.

### Enfance, études et débuts professionnels
Elle grandit à Genève à partir de 1973 et vit en Égypte de 1981 à 1984.
Elle étudie une année à Alexandrie pour apprendre l'arabe. 
Une fois diplômée en lettres de l'Université de Genève, elle vit « une période de nomadisme curieux » : elle travaille au Caire en 2001 pour Pro Helvetia, puis vit une année en Inde, à New Delhi.

### Radio télévision suisse
Elle entre en 2004 à la Radio suisse romande comme stagiaire animatrice puis comme productrice d'émissions[réf. à confirmer].
Elle produit une première émission appelée Tapis volant durant l'été 2007 puis collabore à l'émission Un dromadaire sur l'épaule,,.
De 2012 à 2020[réf. à confirmer], elle anime Entre nous soit dit qui utilise des documents d'archives pour présenter des personnalités romandes,. 
À partir de 2020[réf. à confirmer], elle anime et produit Le grand soir, un talk-show qui se déroule en soirée durant la semaine, puis elle coanime avec Simon Matthey-Doret l'émission Drôle d'époque.

### Parcours artistique et littéraire
L'écrivain Mélanie Chappuis est l'une de ses plus proches amies.
Dès 2021, elle se produit plusieurs fois au théâtre Le crève-coeur de Cologny dans des spectacles intitulés Les Lives de Mélanie Croubalian qui font se rencontrer des personnalités de Suisse romande.
En 2023, elle publie son premier roman nommé Azad (« liberté » en arménien), qui retrace une quête des origines. Le récit fait se croiser à un siècle de distance un médecin qui retourne en Arménie pour sauver sa famille et un jeune migrant syrien qui fuit Alep. Avec ce livre, elle se sent appartenir à la diaspora arménienne.

## Distinction
- 2023 : prix littéraire SPG du premier roman romand[16],[17]

## Publications

### Ouvrages
- 1996 : Vivre l'amour en Égypte aujourd'hui: étude littéraire et sociologique des comportements amoureux, Genève, Université de Genève, 1996, 90 p. (lire en ligne)
- 1999 : (en) Chicano foods: a different taste : a historical and literary study of Chicano food and sensivity, Genève, Université de Genève, 1998, 72 p. (lire en ligne)
- 2023 : Azad, Éditions Slatkine, 22 août 2023, 232 p. (ISBN 978-2-8321-1289-2, lire en ligne)[18],[19],[15].

### Article
- 2001 : (es) « El amor en el cine egipcio. Análisis de la relación hombre-mujer en algunas películas egipcias desde 1950 hasta 2000 », Lectora: revista de dones i textualitat, no 7 « Dones i cinema »,‎ 2 juillet 2010, p. 79-89 (lire en ligne). Cet article sur l'amour dans le cinéma égyptien a été repris dans les travaux de la théoricienne post-structuraliste et féministe du cinéma et de la littérature Giulia Colaizzi (es)[20].